# Llista de trobadors
La llista de trobadors i trobadores (trobairitz) és classificada segons el lloc de procedència i comprèn aquells poetes i compositors medievals que van escriure poesia lírica i poemes en occità. La llengua de la seva producció poètica els uneix encara que la seva llengua materna no fos l'occità. Per als trobadors que utilitzen el galaico portuguès vegeu Llista de trobadors en galaicoportuguès. Vegeu també els articles trober i Minnesang per la poesia medieval en llengua francesa i alemanya, respectivament.

## Alvèrnia

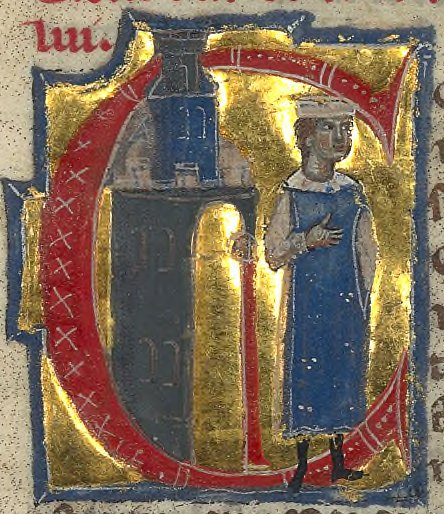
Miniatura d'un cançoner que retrata Guilhem de Saint-Leidier davant del seu castell; BnF ms. 12473 fol. 62

- Austau d'Orlhac
- Austorc de Segret
- Bernart Amorós
- Bertran de la Tor
- Bonafós
- Castelloza
- Cavaire
- Dalfi d'Alvernha
- Eble de Sanhas
- Garin d'Apchier
- Garin lo Brun
- Peire Cardenal; BnF ms. 854 fol. 164.Gauseran de Saint Leidier
- Gavaudan

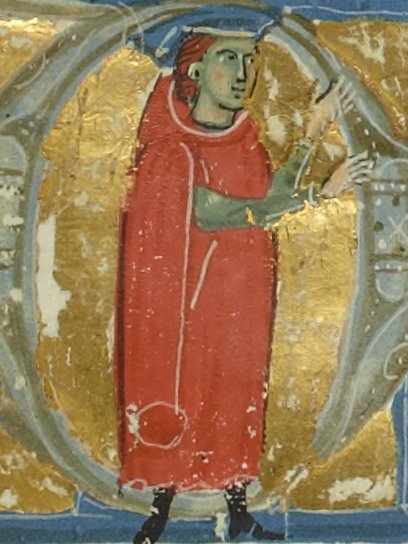
Peire Cardenal; BnF ms. 854 fol. 164.

- Guilhem de Saint-Leidier, potser gascó.
- Guilhem Ademar
- Joan d'Albusson (o Johanet), potser llemosí.
- Monge de Montaudon
- Pèire d'Alvernha
- Pèire Cardenal
- Peire de Maensac
- Peire Rogier
- Peirol
- Perdigon
- Pons de Capduelh
- Torcafol

## Anglaterra

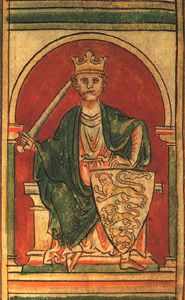
Ricard Cor de Lleó

- Ricard I d'Anglaterra

## Catalunya i Aragó
Vegeu també Llista de trobadors catalans

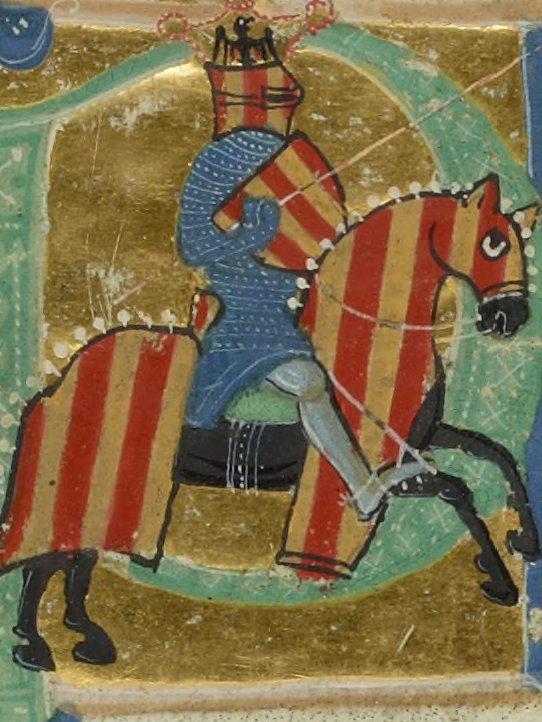
Rei Alfons d'Aragó, dit el trobador; BnF ms. 854 fol. 108.

- Alfons II d'Aragó
- Amanieu de Sescars
- Berenguer d'Anoia
- Berenguer de Palou
- Cerverí de Girona
- Formit de Perpinyà
- Frederic II de Sicília
- Guerau III de Cabrera.[1][2][3]

- Guillem de Berguedà
- Guillem de Cabestany
- Guillem de Ribes
- Guillem Ramon de GironellaRei Alfons d'Aragó, dit el trobador; BnF ms. 854 fol. 108.
- Huguet de Mataplana
- Jaume II d'Aragó
- Jofre de Foixà
- Lo bord del rei d'Aragó
- Olivier lo Templier.[4]
- Pere III d'Aragó
- Pere Salvatge
- Ponç de la Guàrdia
- Ponç d'Ortafà
- Ponç Hug IV d'Empúries
- Ramon de Rosselló
- Ramon Vidal de Besalú
- Trobador anònim català

## Delfinat

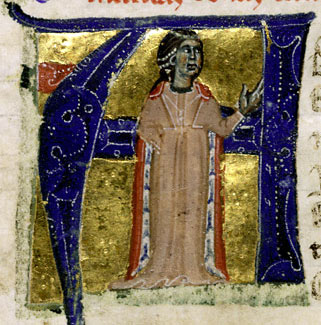
Beatritz de Dia; BnF ms. 12473, fol. 126v; cançoner K

- Beatritz de Dia
- Bieiris de Romans
- Dalfinet
- Falquet de Romans
- Guillem Augier Novella
- Guilhem Magret
- Peire Bremon lo Tort

## Gascunya

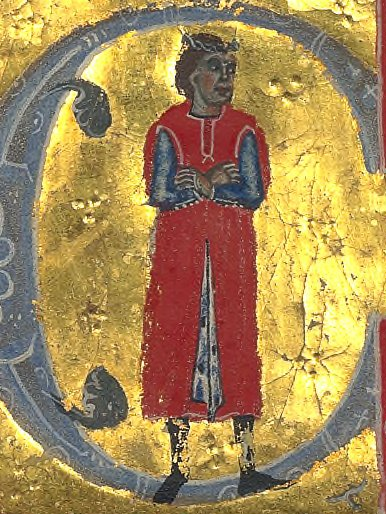
Marcabrú; BnF ms. 12473 fol. 102.

- Marcabrú; BnF ms. 12473 fol. 102.Aimeric de Belenoi
- Alegret
- Amanieu de la Broqueira
- Arnaut de Comenge
- Audric del Vilar
- Bernart Arnaut d'Armanyac
- Cercamon
- Gausbert Amiel
- Grimoart Gausmar
- Guiraut de Calanson
- Marcabru
- Marcoat
- Peire de Corbiac
- Peire de Valeira
- Uc Catola

## Llemosí

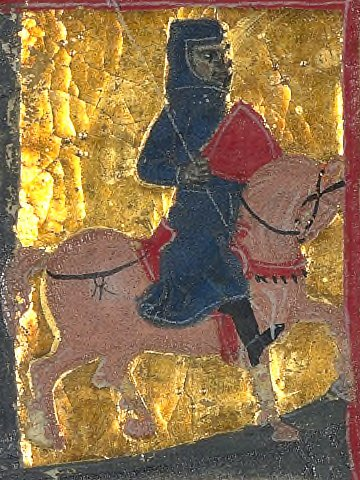
Bertran de Born en el cançoner K; BnF ms. 12473 fol. 160

- Arnaut de Tintinhac
- Bernart de Ventadorn
- Bertran de Born
- Bertran de Born lo Filhs
- Eble II de Ventadorn
- Eble d'Ussel
- Elias d'Ussel
- Gaucelm Faidit
- Gausbert de Poicibot
- Giraut de Bornelh
- Gui d'Ussel
- Guiraut Riquier
- Maria de Ventadorn
- Peire d'Ussel
- Uc de la Bacalaria

## Llenguadoc
- Albertet Cailla
- Ademar lo Negre
- Azalais d'Altier
- Azalais de Porcairagues
- Bernart Alanhan de Narbona
- Bernart d'Auriac
- Bernart de la Barta
- Bernart Martí
- Bernart de Rovenac

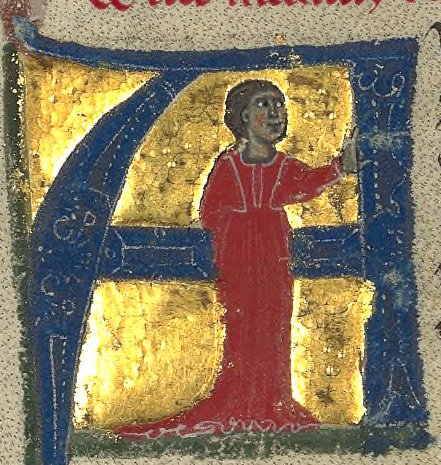
Azalais de Porcairagues; BnF ms. 12473 fol. 125v; cançoner K

- Bernart Sicart de MaruèjolsRaimon de Miraval; BnF ms. 854 fol. 67v.
- Clara d'Anduza
- Folquet de Lunèl
- Garin lo Brun
- Gaudairença[5]
- Giraut del Luc (o Tolosà)
- Guilhem d'Autpol
- Guilhem de Balaun
- Guilhem de Montanhagòl

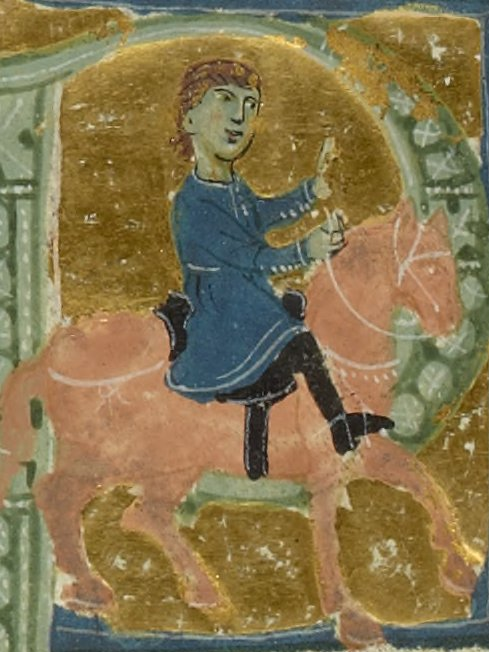
Raimon de Miraval; BnF ms. 854 fol. 67v.

- Guilhem de Saint-Leidier (possible origen gascó)

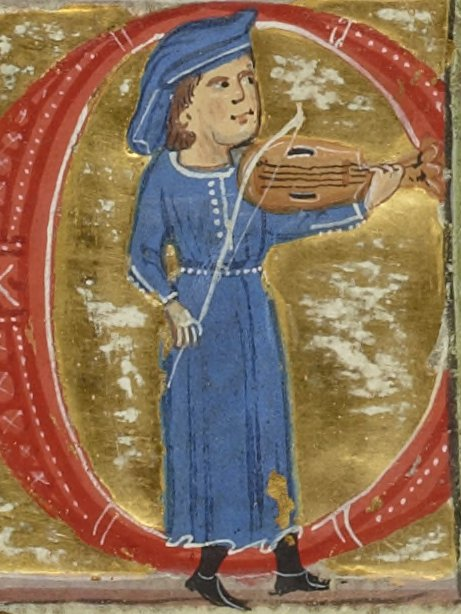
Perdigon; BnF ms. 854 fol. 49.

- Guilhem Fabre
- Gormonda de Monpeslier
- Iseut de Capio
- Perdigon; BnF ms. 854 fol. 49.Joan de Castellnou
- Joan Esteve de Besiers
- Joan Miralhas[6]
- Miquel de Castillon
- Peire de Barjac
- Peire Duran de Limós
- Peire Lunel de Montech
- Peire del Vilar
- Perdigon
- Pons de Capduelh
- Raimon Gaucelm de Bezers
- Raimon de Miraval
- Uc de Lescura

## Llombardia

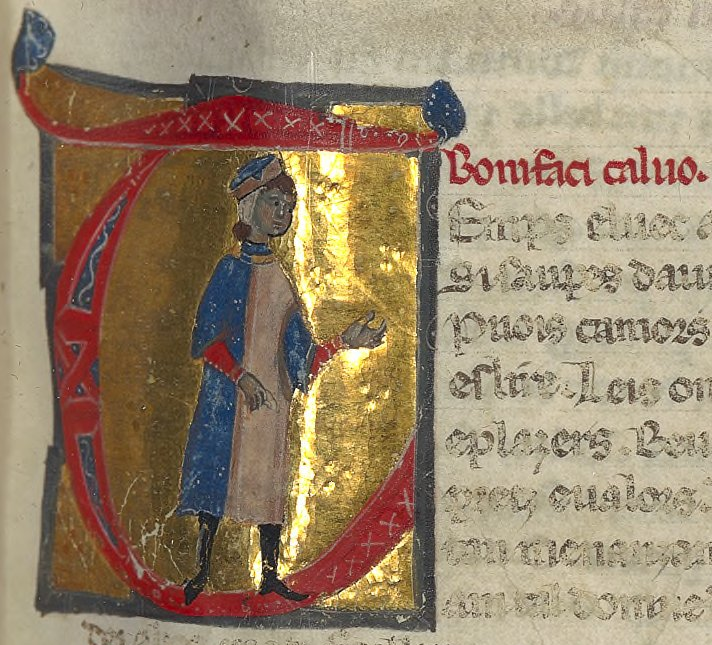
Bonifaci Calvo; BnF ms. 12473 fol. 79; cançoner K

- Alberico da Romano
- Albert Malaspina
- Calega Panzan
- Cossezen[7]
- Bartolomeo Zorzi
- Bonifaci Calvo
- Ferrarino Trogni da Ferrara
- Girard Cavalaz
- Jacme Grils
- Sordèl (Sordello da Goito); BnF ms. 12473 fol. 109.Lanfranc Cigala
- Luca Grimaldi[8]

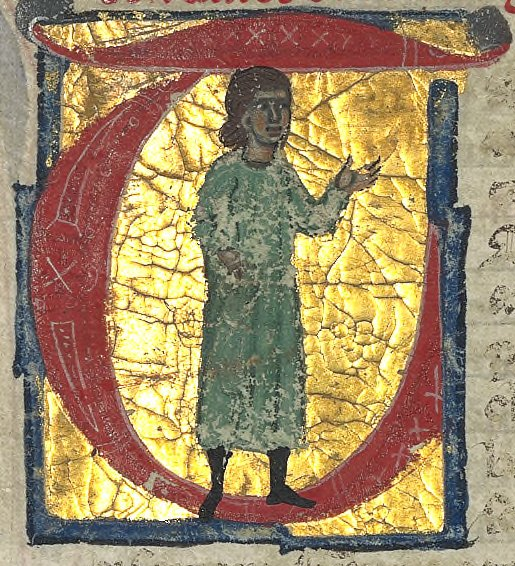
Sordèl (Sordello da Goito); BnF ms. 12473 fol. 109.

- Luchetto Gattilusio o Luchetz Gateluz
- Manfredo I Lancia
- Nicoletto da Torino
- Oberto II de Biandrate[9]
- Obs de Biguli[10]
- Paolo Lanfranchi da Pistoia
- Paves
- Peire de la Cavarana
- Peire de la Mula
- Peire Guilhem de Luserna
- Peire Milon
- Percivalle Doria
- Rambertino Buvalelli
- Rubaut[11]
- Scot o Scotto[12]
- Simon Doria
- Sordello da Goito
- Terramagnino da Pisa
- Tommaso II di Savoia

## Navarra
- Englés

## Perigord

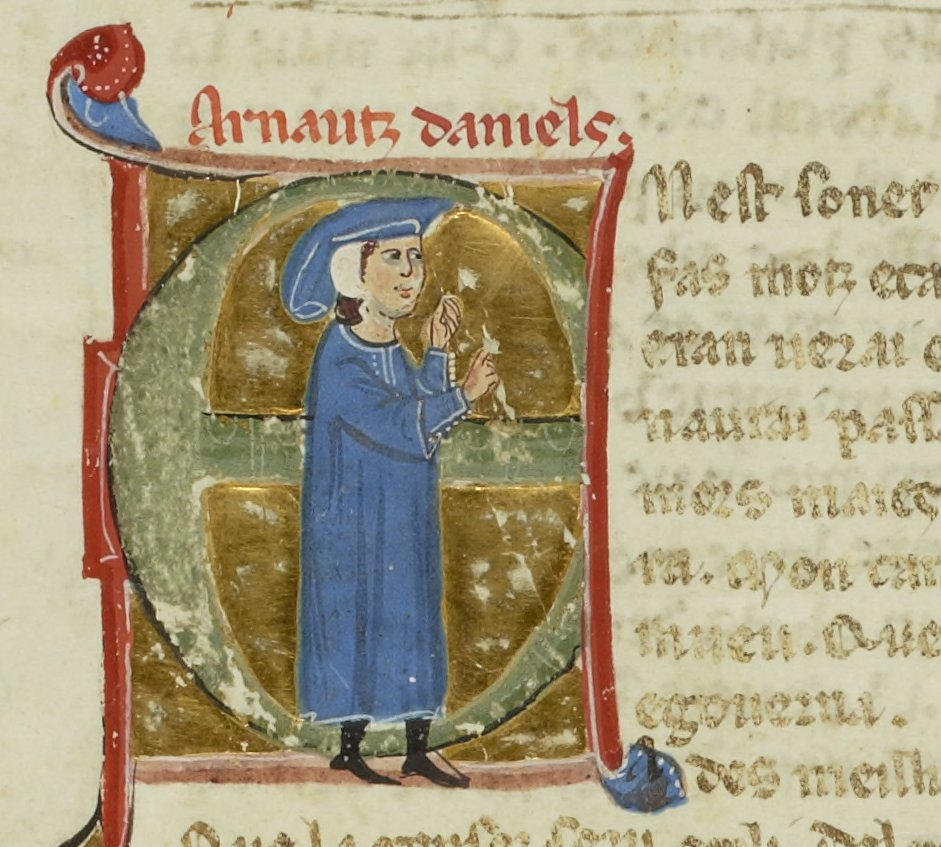
Arnaut Daniel en el cançoner I; BnF ms. 854 fol. 65

- Aimeric de Sarlat
- Arnaut Daniel
- Arnaut de Maruelh
- Elias de Barjols
- Elias Cairel
- Elias Fonsalada
- Guilhem de la Tor
- Peire de Bussignac
- Salh d'Escola
- Uc de Pena

## Poitiers

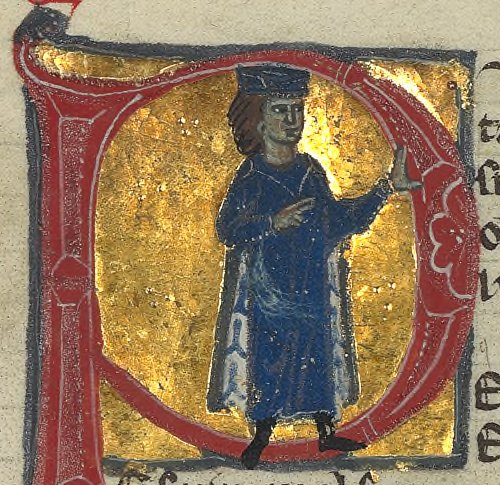
Guilhèm d'Aquitània; BnF ms. 12473 fol. 128; cançoner K

- Guilhem IX d'Aquitània
- Savaric de Mauleon

## Provença

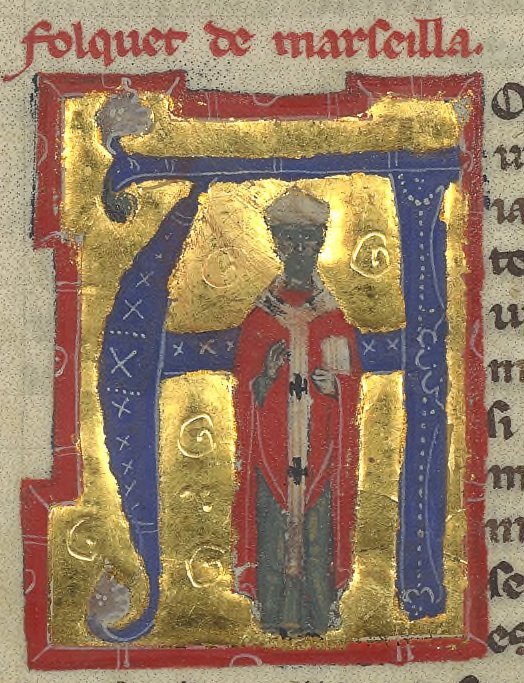
Folquet de Marselha en el cançoner K; BnF ms. 12473 fol. 46

- Alamanda de Castelnau[13]
- Albertet de Sestaro
- Almucs de Castelnau
- Bertran d'Alamanon
- Bertran Carbonel
- Bertran Folcon d'Avinhon
- Bertran del Pojet
- Blacasset
- Blacatz
- Bonifaci de Castellana
- Cadenet
- Felip de Valenza[14]
- Folquet de Marselha
- Garsenda de Proença
- Guilhelma de Rosers
- Raimbaut d'Aurenja; BnF ms. 12473 fol. 129v.Guilhem de l'Olivier
- Guilhem dels Baus
- Guillem Raimon
- Guilhem Rainol d'At
- Gui de Cavalhon
- Iseut de Capio
- Iznart d'Entrevenas
- Jaufré Reforzat de Trets
- Jordan de l'Isla de Venessi

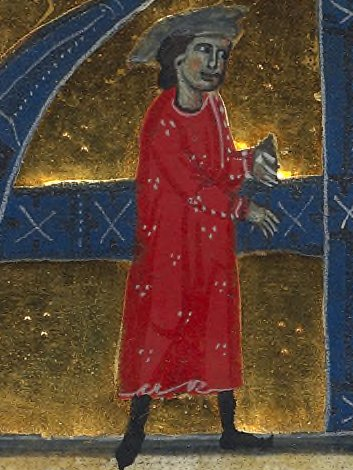
Raimbaut d'Aurenja; BnF ms. 12473 fol. 129v.

- Montan (potser no sigui provençal)
- Palaizi
- Paulet de Marselha
- Peire Bremon Ricas Novas
- Pistoleta
- Ponç de Montlaur
- Raimbaut de Vaqueiras
- Raimbaut d'Aurenja
- Raimon d'Avinhon
- Raimon Bistortz d'Arle
- Raimon de las Salas
- Raimon de Tors de Marselha
- Ricaut de Tarascon
- Rostanh Berenguier de Marselha
- Tibors de Sarenom, potser del Rosselló.
- Tomier

## RoergueiCarcí

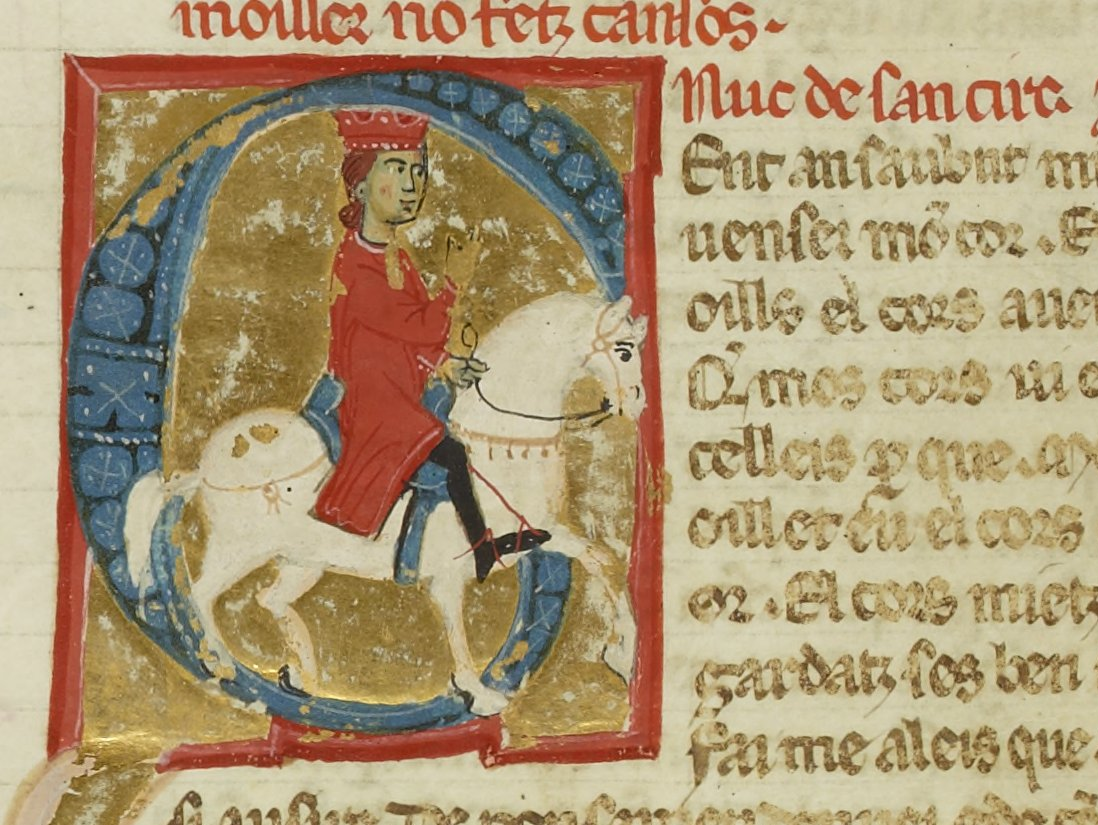
Uc de Sant-Circ, representat a cavall; BnF ms. 854 fol. 127v; cançoner I

- Austorc d'Alboi
- Bernart de Tot lo mon
- Bernart de Venzac
- Bertran de Gordon
- Bertran de Paris
- Daude de Prada
- Giraut de Salanhac
- Guilhem de Mur
- Guilhem Peire de Cazals de Caortz
- Enric I de Rodés
- Enric II de Rodés
- Matieu de Caersi
- Raimon Jordan
- Raimon de Durfort
- Truc Malec
- Uc Brunenc
- Uc de Saint-Circ

## Saintonge

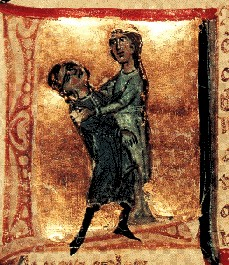
Jaufré Rudel retratat en el cançoner I

- Jaufré de Pons
- Jaufré Rudel
- Jordan Bonel de Confolens
- Rainaut de Pons
- Rigaut de Berbezilh

## Terra Santa
- Ricaut Bonomel

## Tolosà

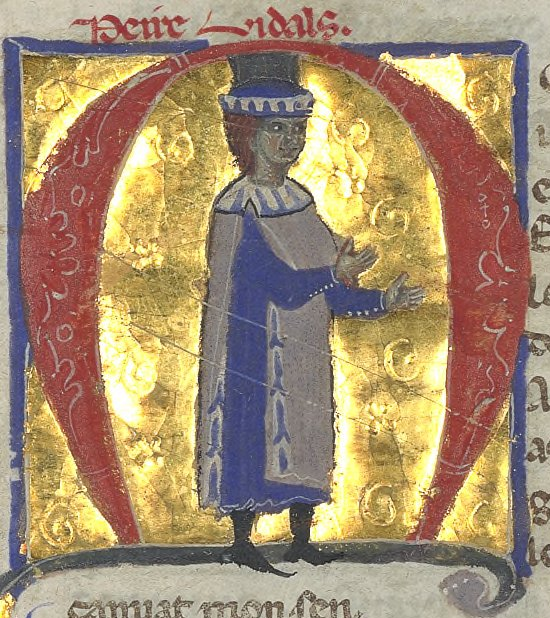
Peire Vidal; BnF ms. 12473 fol. 27.

- Peire Vidal; BnF ms. 12473 fol. 27.Aimeric de Peguilhan
- Arnaut Catalan
- Aycart del Fossat
- Guilhem Anelier de Tolosa
- Guilhem Figueira
- Guiraudó lo Ros
- Guiraut d'Espanha, de Tolosa
- Joyos de Tolosa
- Lombarda
- Peire Guilhem de Tolosa
- Peire Raimon de Tolosa
- Pèire Vidal
- Raimon Escrivan
- Ramon VI de Tolosa
- Roger Bernat III de Foix